# Christian Gollob

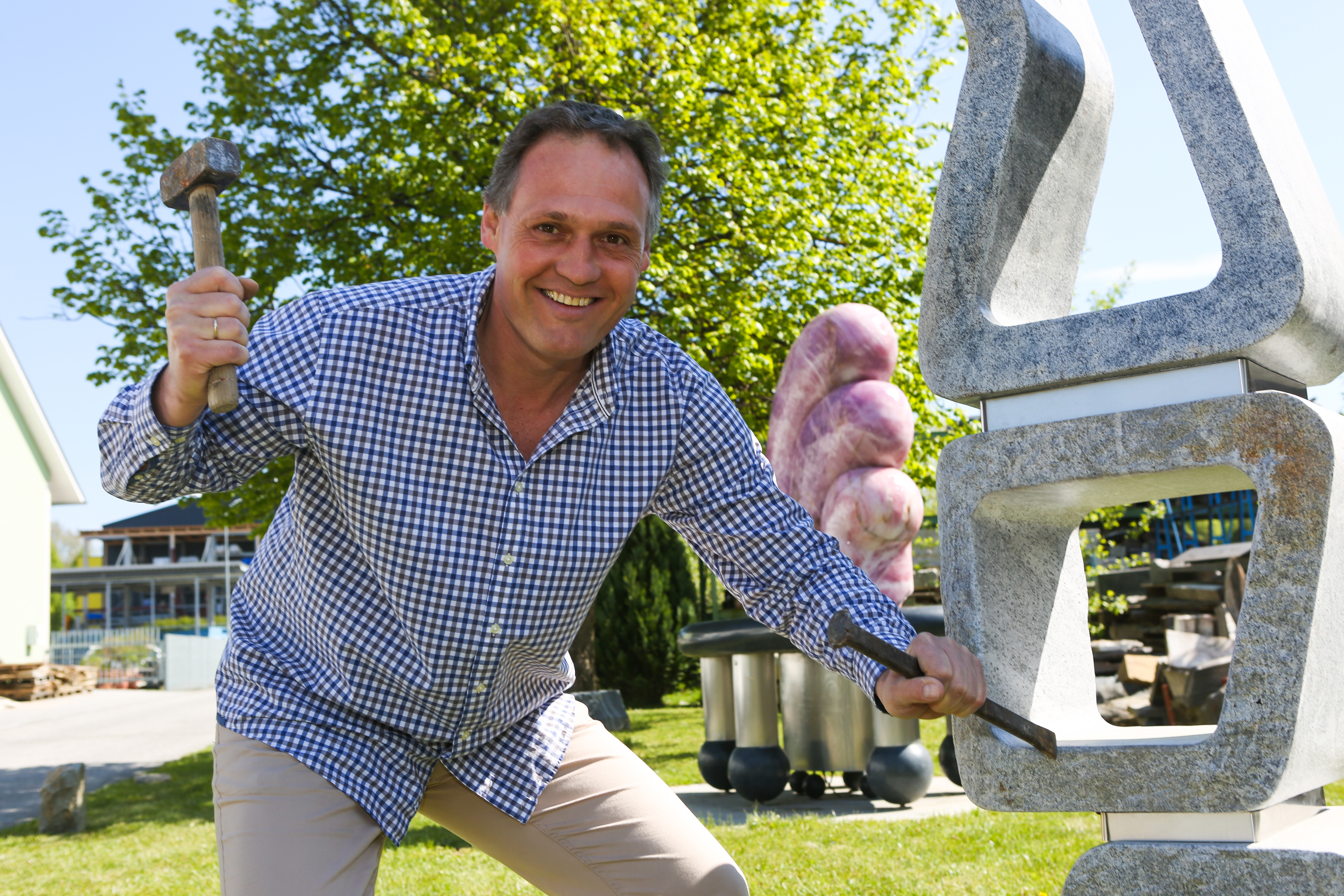
Christian Gollob (2016)

Christian Gollob (* 8. Oktober 1968 in Eibiswald in der Steiermark) ist ein österreichischer Bildhauer und Künstler.

## Leben
Nachdem Christian Gollob die Volksschule und die Hauptschule in Eibiswald besucht hatte, erfuhr er an der HTL Graz eine technische und handwerkliche Ausbildung.
Als Künstler ist er Autodidakt. 1989 erfolgte der Beginn seiner künstlerischen Tätigkeit. Seine Lieblingsmaterialien sind Stein, Wasser, Bronze und Edelstahl. Seine Entwürfe sind sehr stringent, die er in Großprojekten umsetzt, die oft an die Grenze der Bearbeitung kompakter Formen gehen. Über die Entwicklung des Künstlers kommt vor der Jahrtausendwende und danach, immer stärker das Material Stahl und Bronze hinzu.
Von 1990 bis 2010 hatte Christian Gollob seine Galerie am Schlossbergplatz, Ecke Reinerhof, in Graz, wo eines seiner Werke – ein Brunnen aus Rosenquarz mit dem Titel Vater, Mutter, Kind – auf dem Platz öffentlich ausgestellt war.
2010 übersiedelte die Galerie von Graz in das Atelierhaus nach Hitzendorf.

## Mitgliedschaften
- seit 1998: Steiermärkischer Kunstverein Werkbund
- seit 1997: im Vorstand der Interessengemeinschaft „Kunst Meile Sackstraße“.[3]
- 2000 Beitritt als vulgo Brunnbauer zum karitativen Verein der Oberlandler Graz.[4]
- Seit 2002 im Vorstand des Steiermärkischer Kunstverein Werkbund tätig.

## Werke im öffentlichen Raum
- 1994 Graz, Triesterstraße, Apotheke Puntigam, Wasserskulptur Ohne Titel, behauener Monolith, Serpentin.
- 1998 Graz, Mantscha, Buschenschank Strommer: Wasserskulptur Ohne Titel, behauener Monolith, Schöckl-Marmor mit Stahlsockel
- 2001 Gemeinde Gschneid bei Graz: Dorfbrunnen neben der Kirche
- 2006 Gestaltung des Vorplatzes der Pfarre St. Christoph, das Werk wurde von der Stadtregierung der Landeshauptstadt Graz angekauft (1998) und gespendet. Die Brunnenskulptur Das Leben, Sölker Marmor, Bildhauerisch behauen.[5]
- 2006/2007 Ramsau, Steiermark, Hotel Berghof, Licht der Erde (2007), Wandrelief Landschaft (Brunnen) 2006▼
- 2007 Gestaltung der Ortseinfahrt Hitzendorf mit Skulptur Kirschen, Sölker Marmor, behauen.[6]
- 2009/2010 Graz, Kreuzung Grabenstraße-Weinzöttlstraße-Grazer-Straße: Brunnenskulptur, schwarzer Granit, behauen▼
- 2012 Graz, Schönaugasse (Holding Graz, Strom). Skulptur Ohne Titel, behauener Monolith, schwarzer Granit mit Edelstahl.▼
- 2014 Graz, Rosenhain, Rosenbrunnen
- 2015 Graz, Freibad Straßgang (Martinhofstraße 3, 8054 Graz) Skulptur Ohne Titel, behauener Monolith, Sölker Marmor ▼
- 2016 Renovierung der Statue Hl.Sebastian in Höllberg/Södingberg[7]
- 2017 Graz, Steiermarkhof: vier Werke, davon frontal:
  - eine Skulptur Steierischer Panther aus Resin[8] (2017)
  - im Veranstaltungshof „Steirischer Panther“ Bronzeskulptur (2017)
  - 2 Trinkbrunnen, Granit behauen.

## Ausstellungen
- 1990 bis 2010: Galerie Gollob, war Teil der Kunstmeile am Schlossbergplatz[9]
- Seit 1998: Teilnahme an der EuroArt,
- 2003: Kulturhauptstadt Graz, EuroArt Urban Space[10]
- 2011: Ausstellung EuroArt in Tervuren
- 2014: Unikatenwelt, Messe Wien
- 2015: 150 Jahre Steiermärkischer Kunstverein, in Ljubljana[11]
- 2017: März Unikatenwelt, Messe Wien
- 2017: Festival Kult Steiermark, Marobor[12]
- 2018: Kunst im Ort, Hitzendorf[13]
- Mai 2019: Ausstellung im Steiermarkhof, Holfgalerie „when water meets fire“[14]
- 2019: Kunstpavillon, Messe Graz
- 2019: Tag der offenen Atelier-Tür, Hofgalerie, Steiermarkhof[15]
- 2019: ab Mai Dauerausstellung am Areal des Steiermakhofes und der Hofgalerie[1]
- Jährliche Ausstellung im Künstlerhaus Graz, „Salon Steiermark, Künstlervereinigungen“[16]